# Eduard März
Eduard März (geboren 21. Dezember 1908 in Lemberg, Österreich-Ungarn; gestorben 9. Juli 1987 in Wien) war ein österreichischer Wirtschaftshistoriker.

## Leben
Eduard März wurde als Sohn eines Uhrmachers Sigmund Schmerl März im damals zur Habsburgermonarchie gehörigen Lemberg geboren und kam im Zuge der Ereignisse des Ersten Weltkriegs als Kind nach Wien. Er wuchs in Wien auf, maturierte mit Auszeichnung an der „Höheren Technischen Lehranstalt für Textiltechnik Spengergasse“ und studierte an der damaligen Hochschule für Welthandel, die er mit dem Grad eines Diplomkaufmanns 1933 abschloss. März war aber auch literarisch interessiert und schloss sich, politisiert durch die Ereignisse des Juli 1927, früh der sozialistischen Bewegung an. März war Mitgründer einer linken Kabarettgruppe („Stoßbrigade“,
auch „Rote Spieler“) und näherte sich in der Radikalisierungsphase der politischen Auseinandersetzungen zu Anfang der 1930er-Jahre wie zahlreiche seiner Bekannten (Ernst Fischer, Fritz Jensen, Elias Canetti, Walter Hollitscher und andere) der KP. Während der Zeit des Austrofaschismus war März zunächst noch als Vortragender an der Volkshochschule Ottakring tätig, erhielt aber wegen seiner marxistischen Auffassungen 1936 Lehrverbot.
Nach dem Abschluss seines Studiums 1933 arbeitete der nunmehrige DKfm. Eduard März in der in Wien neu etablierten Filiale der IBM (International Business Machines Cooperation). Dank der Unterstützung von IBM konnte er 1938 in die Türkei flüchten, wo er bis November 1940 in Ankara und Istanbul tätig war. Mit einem sehr langen Fluchtweg über die Sowjetunion bis Wladiwostok, dann Japan, Pazifik, kam er am 24. Dezember 1940 mit Schiff SS Heian Maru in Seattle, USA, an. (Seine Frau Gertraud Ruth und Tochter Eveline Elisabeth konnten erst im Frühjahr 1941 mit Zwischenstation Schweiz per Schiff nach New York nachkommen.) Zunächst war Eduard März weiterhin bei der IBM in Boston tätig, gleichzeitig sendete er zwischen 1942 und 1943 einmal in der Woche (etwa eine Viertel Stunde am Samstag) über die Station WRUL, Boston (World Radio University Listeners)  Kurzwellennachrichten ins besetzte Europa. Ab Ende 1943 diente er bei der US-Navy, vor allem im Programm „War Orientation“ im Bundesstaat Virginia. Ende des Zweiten Weltkrieges übernahm Eduard März auch Übersetzeraufgaben. 
1948 schloss er ein Studium an der Harvard-Universität mit dem Doktorgrad (PhD) ab, einer seiner wichtigsten und prägendsten Lehrer war Joseph Alois Schumpeter. März lehrte in der Folge an den amerikanischen Universitäten bzw. Colleges: University of Massachusetts; Union College (Schenectady, NY) und Hofstra College, später University (Long Island, NY). 1953 kehrte er aber im Zuge der McCarthy-Ära nach Österreich zurück, wo er zunächst im österreichischen Institut für Wirtschaftsforschung bei Franz Nemschak Aufnahme fand. Noch im Jahre 1953 übernahm März bei der Creditanstalt-Bankverein einen Konsulentenauftrag an, um die Geschichte der Bank seit der Gründung in der österreich-ungarischen Monarchie für das 100'jährige Jubiläum im Jahre 1955 zu verfassen. Er löste sich von der chancenlosen KPÖ und profilierte sich als unabhängiger linker Denker im Rahmen der SPÖ. Ab 1956 baute er in der Arbeiterkammer Wien die Wirtschaftswissenschaftliche Abteilung auf, die er 1957 bis 1973 leitete. Sie wurde zu einem bedeutenden Think Tank der Arbeitnehmerseite im Rahmen der österreichischen Sozialpartnerschaft, aus ihr gingen so profilierte Experten wie Oskar Grünwald und Ferdinand Lacina (langjähriger österreichischer Finanzminister) hervor, sie bot aber auch anregenden Querdenkern wie Theodor Prager eine Heimstätte.
März verfolgte aber auch seine wissenschaftliche Laufbahn weiter. Die angestrebte Habilitation an der Universität Wien blieb ihm aus wahrscheinlich vorrangig politischen Gründen versagt, Anfang der 1970er Jahre bis 1987 war er als Gastprofessor an der Universität Salzburg (kurz auch Universität Linz) tätig, später unterrichtete er als Honorarprofessor an der Universität Wien. Die von März und seinem Mitarbeiter Fritz Weber verfassten Studien zur Geschichte der Creditanstalt in der Übergangszeit von der Monarchie und dann Erste Republik Österreich gelten als Standardwerke der österreichischen Bankengeschichte. Der zeit seines Lebens literarisch interessierte März hat auch in seiner Jugend politische Lyrik verfasst (etwa über die Scottsboro Boys) und er hat in späteren Jahren zwei Lesedramen geschrieben, von denen das erste das Schicksal des österreichischen Finanzministers Karl Ludwig von Bruck behandelte und das andere einen imaginären „Skandal in Neu-Kakanien“ mit Anklängen an die Biografie von Josef Joham. Kurz vor seinem Tod ist Eduard März noch mit kritischen Erinnerungen an seinen zeitweiligen Weggefährten Elias Canetti hervorgetreten.
Eduard März war in erster Ehe mit der Ärztin Gertraud Ruth März, geb. Bleier verheiratet. Sie hatten eine Tochter Eveline Elisabeth (* 7. August 1938 in Wien unter dem Nationalsozialismus geboren) und einen Sohn, den Biochemiker Richard Otto März (* 20. Januar 1947 in Boston/USA). In zweiter Ehe war er mit der Wirtschaftswissenschaftlerin der Arbeiterkammer
Wien und Publizistin Maria Szecsi verheiratet.
Eduard März wurde im Urnenhain der Feuerhalle Simmering (Abteilung ML, Gruppe 61, Nummer 8) in Wien beigesetzt.

## Auszeichnungen
- 1973 Preis der Stadt Wien für Geisteswissenschaften

## Schriften (Auswahl)
- Die Marxsche Wirtschaftslehre im Widerstreit der Meinungen. Ist sie heute noch gültig?, Wien 1959.
- Österreichische Industrie- und Bankpolitik in der Zeit Franz Josephs I Wien Frankfurt Zürich 1963.
- Österreichs Wirtschaft zwischen Ost und West. Wien 1965.
- Einführung in die Marxsche Theorie der wirtschaftlichen Entwicklung. Wien 1976.
- Österreichische Bankpolitik in der Zeit der großen Wende 1913–1923. Am Beispiel der Creditanstalt für Handel und Gewerbe. Oldenbourg Verlag 1981.
- Joseph Alois Schumpeter: Forscher, Lehrer, Politiker. Oldenbourg Verlag 1983 (englische Ausgabe Yale University Press 1991, japanische Übersetzung und Ausgabe 1998).